# Thomas Szasz

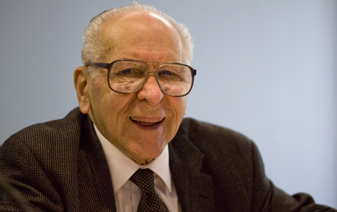
Szasz op zijn 90e verjaardag (15 april 2010)

 Thomas Stephen Szasz, geboren als Szász Tamás István (Boedapest, 15 april 1920 – 8 september 2012) was een Hongaars psychiater en wetenschapper.
Sinds 1990 was hij emeritushoogleraar psychiatrie van de State University of New York. Hij was een prominent figuur in de antipsychiatriebeweging, een bekende maatschappijcriticus en criticus van zowel de morele en wetenschappelijke grondslagen van de psychiatrie en de maatschappelijke controlefunctie van de geneeskunde in de huidige maatschappij, als van het geloof in de wetenschap. Hij is  bekend van zijn boeken The Myth of Mental Illness (‘Geestesziekte als mythe’, 1960) en The Manufacture of Madness: A Comparative Study of the Inquisition and the Mental Health Movement (‘De waan van de waanzin: de psychiatrie als voortzetting van de inquisitie’, 1970).
Zijn ideeën over de specialistische behandeling komen voort uit klassieke liberale redenen, die gebaseerd zijn op het principe dat iedereen een lichamelijk en geestelijk zelfbeschikkingsrecht heeft. Tevens heeft iedereen het recht om gevrijwaard te zijn van geweld door anderen. Toch had hij net zoveel kritiek op de “vrije wereld" als op de communistische landen, voor hun gebruik van de psychiatrie en hun angst voor medicijnen. Hij vond dat suïcide, de geneeskundige praktijk, het gebruik en de verkoop van medicijnen en seksuele relaties privé zouden moeten zijn, kwesties die die buiten de jurisdictie kunnen vallen.
In 1973 riep de American Humanist Association hem uit tot humanist van het Jaar.

## Szasz’ belangrijkste thema's
Szasz bekritiseert de invloed van de huidige geneeskunde op de maatschappij, die hij beschouwt als de secularisatie van de greep van de godsdienst op de mensheid. Bij zijn kritiek op het geloof in de wetenschap, richt hij zijn pijlen in het bijzonder op de psychiatrie, waarbij hij de kruistocht benadrukt van de psychiatrie, aan het eind van de 19e eeuw, tegen masturbatie of het toepassen van lobotomie bij de behandeling van schizofrenie. Als samenvatting van zijn idee over de geneeskunde, verklaarde hij:
Omdat theocratie de heerschappij van God of van zijn priesters is, en democratie de heerschappij van het volk of die van de meerderheid, is farmacratie dus de heerschappij van de geneeskunde of van de artsen.
Hij was van mening dat:
"het gevecht om de definitie onmiskenbaar het gevecht is om het leven zelf. In de klassieke western vechten twee mannen wanhopig om het bezit van een wapen dat op de grond is gegooid: wie het wapen te pakken krijgt, schiet als eerste en blijft in leven; zijn tegenstander wordt neergeschoten en sterft. In het gewone leven gaat het gevecht niet om wapens maar om woorden; wie het eerst de situatie definieert is de winnaar; zijn tegenstander het slachtoffer. In een gezin kunnen bijvoorbeeld man en vrouw, moeder en kind niet met elkaar opschieten; wie definieert wie als lastig of geestelijk gestoord?...[degene] die als eerste het woord te pakken krijgt, legt de werkelijkheid op aan de ander;[degene] die definieert is dus de sterkste en leeft; en [degene] die wordt gedefinieerd wordt onderworpen en kan er aan onderdoorgaan."  
Zijn belangrijkste thema's kunnen als volgt worden samengevat:
- De mythe van de geestesziekte: Het is een medische metafoor om een gedragsstoornis, zoals schizofrenie, te beschrijven als een “ziekte.” Szasz schreef: "Als je tegen God praat, dan bid je; Als God tegen jou praat, dan ben je schizofreen. Als de doden tegen je praten, dan ben je een spiritist; Als jij tegen de doden praat, dan ben je schizofreen."[3] Als mensen zich op een heel storende manier gedragen en denken, wil dat niet zeggen dat ze een ziekte hebben. Voor Szasz hebben mensen met een psychiatrische stoornis een “schijnziekte,” en die “wetenschappelijke categorieën” worden in feite gebruikt voor machtshandhaving. Schizofrenie is "het heilige symbool van de psychiatrie" en is, volgens Szasz, niet echt een ziekte. Om een echte ziekte te zijn, moet het geheel in ieder geval op een wetenschappelijke manier benaderd, gemeten en getoetst kunnen worden. Volgens Szasz moet de ziekte op de snijtafel ontdekt worden en een pathologisch anatomische definitie krijgen, in plaats van tot ziekte uitgeroepen te worden door leden van de American Psychiatric Association. Psychische stoornissen zijn een “alsof”-ziekte, betoogt Szasz, waarbij de psychische stoornis in een kunstmatige semantisch metaforische taalcategorie wordt geplaatst. Psychiatrie is een pseudo-wetenschap die de geneeskunde parodieert, door medisch klinkende woorden te gebruiken, die de afgelopen honderd jaar zijn bedacht. Ter verduidelijking, een gebroken hart en een hartaanval behoren tot twee volstrekt verschillende categorieën. Psychiaters zijn slechts "zielendokters", opvolgers van de priesters, die zich bezighouden met de psychische "levensproblemen" waar mensen altijd al last van hebben gehad. Volgens Szasz is de psychiatrie, door verschillende geestelijke gezondheidswetten, de seculiere staatsgodsdienst geworden. Het is een maatschappelijk controlesysteem, dat zichzelf verhult, door aanspraak te maken op wetenschappelijkheid. De opvatting dat de biologische psychiatrie een echte wetenschap is of een zuivere tak van de geneeskunde is eveneens ter discussie gesteld door andere critici, zoals Michel Foucault in zijn Folie et déraison. Histoire de la folie à l’âge classique, 1961 (Ned. vertaling: Geschiedenis van de waanzin in de zeventiende en achttiende eeuw, 1975)
- Scheiding van psychiatrie en staat: door toezicht te houden op het gebruik van de elektroshocktherapie maakt het staatsbewind straffeloos misbruik van de psychiatrie.[4] Als we aanvaarden dat de “geestesziekte" een eufemisme is voor gedragingen die ongewenst zijn, heeft de staat niet het recht om deze individuen te dwingen tot een psychiatrische “behandeling.” Om dezelfde reden zou de staat niet tussen beiden moeten kunnen komen bij de gang van zaken tussen volwassenen, die het met elkaar eens zijn (bijvoorbeeld door wettelijk controle uit te oefenen over het verschaffen van psychotrope drugs of psychiatrische medicatie). De medicalisatie van het bewind levert een "therapeutische staat" op, die iemand bestempelt als “krankzinnig” of “medicijnverslaafd.” In Ceremonial Chemistry (1973), betoogde hij dat dezelfde vervolging die zich ooit richtte op heksen, Joden, Zigeuners of homoseksuelen, zich nu richt op "medicijnverslaafde" en "gestoorde" mensen. Szasz betoogde dat al die categorieën mensen, in rituele ceremonies, beschouwd werden als zondebokken van de samenleving. Om deze voortzetting van de religie door de geneeskunde te benadrukken, neemt hij zelfs overgewicht als voorbeeld: in plaats van dat artsen zich op junkfood (onvolwaardige voeding) richten, stellen ze het te veel eten aan de kaak. Volgens Szasz waren diëten ondanks hun schijn van wetenschappelijkheid, opgelegd als een moreel substituut voor het vasten, en moet de maatschappelijke opdracht om geen overgewicht te hebben gezien worden als een moreel bevel en niet als een wetenschappelijk advies, wat het pretendeert te zijn. Net als bij de mensen die verkeerd dachten (gestoorden) en die de verkeerde medicijnen gebruikten (medicijnverslaafden), riep de geneeskunde een categorie in het leven voor mensen die een verkeerd gewicht hadden (te dikke mensen). Szasz betoogde dat psychiatrische patiënten in de 17e eeuw werden bedacht, om onderzoek te doen naar en controle uit te oefenen op mensen die afweken van de medische normen voor het maatschappelijke gedrag; in de 20e eeuw werd een nieuw specialisme bedacht, de drogofobie, om onderzoek te doen naar en controle uit te oefenen op mensen die afweken van de medische normen voor medicijngebruik; vervolgens werd in de jaren zestig van de twintigste eeuw weer een nieuw specialisme in het leven geroepen, de bariatrie, om mensen te behandelen die afweken van de medische normen wat betreft het lichaamsgewicht, dat ze zouden moeten hebben. Zo gebeurde het dus, benadrukt hij, dat in 1970 het Amerikaanse Genootschap voor Bariatrische Artsen (van het Griekse baros, gewicht) 30 leden had en twee jaar later al 450.
- Veronderstelde toerekeningsvatbaarheid: net zoals rechtssystemen uitgaan van de veronderstelling dat iemand onschuldig is, tot het tegendeel bewezen is, zouden individuen die van een misdrijf worden beschuldigd niet als ontoerekeningsvatbaar moeten worden beschouwd, gewoon omdat een dokter of psychiater hem als zodanig etiketteert. Psychische ontoerekeningsvatbaarheid zou, net als elke andere vorm van toerekeningsvatbaarheid, vastgesteld moeten worden, dat wil zeggen met behulp van zuiver wettelijke en rechtmatige middelen, met het recht van bezwaar en beroep door de aangeklaagde.
- Zeggenschap over eigen sterven: In analogie met geboortebeperking, betoogt Szasz dat individuen zelf zouden moeten kunnen kiezen wanneer ze willen sterven, zonder tussenkomst van geneeskunde of staat, zoals zij ook in staat zijn om zelf te bepalen wanneer ze zwanger willen worden zonder tussenkomst van buitenaf. Hij beschouwt zelfdoding als een van de meest fundamentele rechten, maar hij verzet zich tegen de door de staat goedgekeurde euthanasie. In zijn boek over Virginia Woolf uit 2006 stelt hij dat zij door een bewuste en vrijwillige daad een einde aan haar leven maakte en dat haar suïcide een uitdrukking was van haar keuzevrijheid.[5][6]
- Afschaffing van ontoerekeningsvatbaarheid: Szasz vindt dat een verklaring over de psychische toerekeningsvatbaarheid van een beklaagde in rechtszaken ontoelaatbaar zou moeten zijn. Psychiaters die een oordeel uitspreken over de geestelijke toestand van de psyche van een aangeklaagde, hebben daar evenmin het recht toe als dat een priester bij onze rechtbanken een oordeel uitspreekt over de religieuze toestand van iemands ziel. Krankzinnigheid was een wettige tactiek om de straffen van de kerk te omzeilen, die destijds ook de inbeslagneming inhielden van de eigendommen van iemand die zelfmoord pleegde, waardoor weduwe en kinderen vaak berooid achterbleven. Alleen iemand die gestoord was zou zijn weduwe en kinderen zoiets kunnen aandoen, werd met succes betoogd. Een wettige daad van barmhartigheid, vermomd als geneeskunde, zegt Szasz.
- Afschaffing van onvrijwillige opname: niemand zou van zijn vrijheid beroofd moeten kunnen worden, tenzij hij schuldig wordt bevonden aan een misdaad. Iemand beroven van zijn vrijheid, voor zijn eigen bestwil, is immoreel. Net zoals iemand die zich in een terminaal stadium van kanker bevindt, de behandeling mag weigeren, zou iemand ook een psychiatrische behandeling moeten kunnen weigeren.

Medicijnverslaving is geen “ziekte” die genezen moet worden door middel van wettelijk toegestane medicijnen (methadon in plaats van heroïne; wat ook voorbijgaat aan het feit dat heroïne op de eerste plaats werd ingevoerd als vervanger voor opium), maar een sociale gewoonte. Szasz pleit ook voor een vrije markt voor medicijnen. Hij bekritiseert de oorlog tegen drugs, waarbij hij stelt dat drugsgebruik in feite een misdrijf zonder slachtoffers is. Juist het verbod leidt tot misdrijven. Hij laat zien hoe de oorlog tegen drugs ertoe leidt dat regeringen dingen doen die een halve eeuw eerder nooit bedacht waren, zoals iemand verbieden om bepaalde stoffen in te nemen of ingrijpen in andere landen om de teelt van bepaalde planten te verhinderen (b.v. plannen om cocaplantages te vernietigen, of de campagnes tegen opium; beiden zijn traditionele aanplanten, waar de westerse wereld tegen is). Hoewel Szasz sceptisch staat tegenover de zegeningen van psychotrope medicijnen, is hij voor de afschaffing van het verbod op drugs. "Omdat wij voor voedsel een vrije markt hebben, kunnen wij alle ham, eieren en ijs kopen die we willen en kunnen betalen. Als we een vrije markt voor drugs zouden hebben, zouden we eveneens alle barbituraten, chloralhydraat en morfine kunnen kopen die we zouden willen en kunnen kopen.” Szasz betoogde dat het verbod en andere wettelijke beperkingen van drugs niet wordt gesteund omdat ze levensgevaarlijk zouden zijn, maar met een ritueel doel (hij citeert Mary Douglas’s onderzoek van rituelen). Hij wijst er ook op dat pharmakos, de Griekse oorsprong van het woord farmacologie, oorspronkelijk ‘zondebok’ betekent. Szasz noemde farmacologie "farmacomythologie" omdat zij in haar onderzoeken ook maatschappelijke gebruiken betrekt, en met name de categorie "verslaving" in haar programma meerekent. "Verslaving" is een maatschappelijke categorie, betoogde Szasz, en drugsgebruik zou eerder begrepen moeten worden als een maatschappelijk ritueel, dan uitsluitend als de handeling van het innemen van een chemische substantie. Er bestaan vele manieren om een chemische substantie of drug toe te dienen, net zoals er vele verschillende cultuurbepaalde manieren zijn om te eten of te drinken. Daarom verbieden sommige culturen bepaalde soorten stoffen, die zij "taboe" noemen, terwijl zij bij hun verschillende soorten ceremonies van andere stoffen gebruikmaken.
Szasz is in verband gebracht met de antipsychiatrie-beweging van de jaren zestig en zeventig, hoewel hij zich ertegen heeft verzet om als antipsychiater geëtiketteerd te worden. Hij is niet tegen de gang van zaken in de psychiatrie, als het maar niet gedwongen is. Hij stelde  dat de psychiatrie een contractuele dienstverlening zou moeten zijn tussen gelijkgezinde mensen, zonder tussenkomst van de staat. In een documentaire uit 2006 met de titel Psychiatry: An Industry of Death, uitgebracht op dvd, beweert Szasz dat onvrijwillige opname in een psychiatrische inrichting een misdaad tegen de menselijkheid is. Szasz dacht ook dat de onvrijwillige opname, als men zich daar niet tegen verzet, zal uitgroeien tot een "farmacratische" dictatuur.

## Relatie met de Citizens Commission on Human Rights (Burgercomité voor Mensenrechten)
Samen met de Scientology-kerk richtte Szasz in 1969 de Citizens Commission on Human Rights (CCHR) op, om behulpzaam te zijn met het schonen van het terrein van de mensenrechten van misbruiken. In de thematoespraak ter gelegenheid van de 25e verjaardag van de CCHR, verklaarde Szasz: "Wij zouden allemaal de CCHR moeten prijzen, omdat het daadwerkelijk de organisatie is, die voor het eerst in de geschiedenis van de mensheid een politieke, maatschappelijke en internationale belangrijke stem heeft georganiseerd om de psychiatrie te bestrijden. Dat is in de geschiedenis van de mensheid niet eerder gebeurd." Szasz beweerde zelf dat hij nooit lid is geweest van of betrokken is geweest bij Scientology. In 2003 werd de volgende verklaring, geautoriseerd door Szasz, geplaatst op de Szasz-website, door de beheerder daarvan, Jeffrey Schaler, waarin uitleg wordt gegeven over de relatie van Szasz tot de CCHR:
"Szasz was medeoprichter van de CCHR, in dezelfde geest waarin hij — samen met de socioloog Erving Goffman en de hoogleraar rechten George Alexander — het Amerikaanse genootschap voor de Afschaffing van de Onvrijwillige Psychiatrische Opname had opgericht….

Scientologen hebben zich aangesloten bij het gevecht van Szasz tegen de geïnstitutionaliseerde psychiatrie. Szasz juicht de steun toe van Joden, Christenen, Moslims en elke andere religieuze of atheïstische groepering, die meedoet met het gevecht tegen de Therapeutische Staat. Meedoen met dit gevecht betekent niet dat Szasz de principes en zaken steunt van elke religieuze of niet-religieuze organisatie, die niets met zijn doel te maken hebben. Daar is Szasz in zijn werk heel duidelijk in, zowel impliciet als expliciet. “Alles en iedereen is welkom om zich aan te sluiten bij het gevecht voor individuele vrijheid en eigen verantwoordelijkheid — vooral als die waarden worden bedreigd door ideeën en inmenging van de psychiatrie.”

## Kritiek
Szasz' critici beweren, anders dan zijn opvatting, dat dergelijke ziekten tegenwoordig standaard “op een wetenschappelijke manier worden benaderd, gemeten of getoetst.” Op de lijst van groeperingen die zijn opvatting verwerpen, dat een psychische stoornis een mythe is, bevinden zich de American Medical Association (AMA) , de American Psychiatric Association (APA) en het National Institute of Mental Health (NIMH).
De werkzaamheid van medicatie wordt gebruikt als een argument tegen de opvatting van Szasz, dat depressie een mythe is. In een debat met Szasz, verklaarde Donald F. Klein, M.D:
“Het is een basisgegeven dat antidepressiva weinig uitrichten bij normale mensen en geweldig werkzaam zijn bij het klinisch depressieve individu, waaruit blijkt dat het een ziekte is.” 
In hetzelfde debat stelt Frederick K. Goodwin, M.D :
"Het idee ziekte betekent in de geneeskunde in wezen een bepaald aantal symptomen waar mensen het over eens zijn, en in het geval van depressie zijn we dat in 80% van de gevallen. Het is een bepaald aantal symptomen dat iets voorspelt.”
Szasz betoogt dat alleen psychische stoornissen worden gedefinieerd op basis van consensus en een bepaald aantal symptomen. Dat is niet het geval. Lichamelijke ziekten zoals het syndroom van Kawasaki (een afwijking van hart en bloedvaten) en de ziekte van Menière (een afwijking van het binnenoor) worden op dezelfde manier gedefinieerd.
Als punt van kritiek wordt ook aangevoerd dat veel lichamelijke ziekten vastgesteld en zelfs met enig succes behandeld zijn, (soms) talloze jaren voordat hun oorzaak achterhaald kon worden: diabetes is daar een duidelijk voorbeeld van. In de ogen van de critici van Szasz ondermijnen dergelijke historische feiten zijn opvatting dat geestesziekten “schijnziekten” moeten zijn: hun oorzaak die in de hersenen gesitueerd wordt, wordt vooralsnog onvolledig begrepen.

## Werken van Szasz
- Bibliografie van de publicaties van Szasz.

### Boeken
SUP = Syracuse University Press.
Engels
- 1970 Ideology and insanity, eerste editie Doubleday & Company, New York, 1970
- 1971 "The Ethics of Addiction" in American Journal of Psychiatry, vol. 128 pp. 541–546
- 1973 The Second Sin. Doubleday.
- 1973 (editor). The Age of Madness: A History of Involuntary Mental Hospitalization Presented in Selected Texts. Doubleday Anchor.
- 1974 (1961). The Myth of Mental Illness: Foundations of a Theory of Personal Conduct. Harper & Row.
- 1976 Heresies. Doubleday Anchor.
- 1984 The Therapeutic State: Psychiatry in the Mirror of Current Events. Buffalo NY: Prometheus Books.
- 1985 (1976). Ceremonial Chemistry: The Ritual Persecution of Drugs, Addicts, and Pushers. Holmes Beach FL: Learning Publications.
- 1987 (1963). Law, Liberty, and Psychiatry: An Inquiry into the Social Uses of Mental Health Practices. SUP.
- 1988 (1965). Psychiatric Justice. SUP.
- 1988 (1965). The Ethics of Psychoanalysis: The Theory and Method of Autonomous Psychotherapy. SUP.
- 1988 (1957). Pain and Pleasure: A Study of Bodily Feelings. SUP.
- 1988 (1976). Schizophrenia: The Sacred Symbol of Psychiatry. SUP.
- 1988 (1977). The Theology of Medicine: The Political-Philosophical Foundations of Medical Ethics. SUP.
- 1988 (1978). The Myth of Psychotherapy: Mental Unraveling as Craziness, Rhetoric, and Opression. SUP.
- 1990 (1980). Sex by Prescription. SUP.
- 1990 The Untamed Tongue: A Dissenting Dictionary. Lasalle IL: Open Court.
- 1990 Anti-Freud: Karl Kraus and His Criticism of Psychoanalysis and Psychiatry. SUP. First printed in 1976 as Karl Kraus and the Soul-Doctors: A Pioneer Critic and His Criticism of Psychiatry and Psychoanalysis. Louisiana State University Press.
- 1991 (1970. Ideology and Insanity: Essays on the Psychiatric Dehumanization of Man. SUP.
- 1993 A Lexicon of Lunacy: Metaphoric Malady, Responsibility, and Psychiatry. New Brunswick NJ: Transaction Books.
- 1996 (1992). Our Right to Drugs: The Case for a Free Market. SUP.
- 1996 Cruel Compassion: Psychiatric Control of Society's Unwanted. SUP.
- 1996 The Meaning of Mind: Language, Morality, and Neuroscience. SUP.
- 1997 (1987) Insanity: The Idea and Its Consequences. SUP.
- 1997 (1977). Psychiatric Slavery: When Confinement and Coercion Masquerade as Cure. SUP.
- 1997 (1970). The Manufacture of Madness: A Comparative Study of the Inquisition and the Mental Health Movement. SUP.
- 1999 (1996). Fatal Freedom: The Ethics and Politics of Suicide. Westport CT: Praeger.
- 2001 (1996). Pharmacracy: Medicine and Politics in America. Westport CT: Praeger.
- 2002 Liberation By Oppression: A Comparative Study of Slavery and Psychiatry. New Brunswick NJ: Transaction Books.
- 2004 Words to the Wise: A Medical-Philosophical Dictionary. New Brunswick NJ: Transaction Books.
- 2004 Faith in Freedom: Libertarian Principles and Psychiatric Practices. New Brunswick NJ: Transaction Books.
- 2006 My Madness Saved Me: The Madness and Marriage of Virginia Woolf. Somerset NJ: Transaction Publishers.
- 2007 Coercion as Cure: A Critical History of Psychiatry. New Brunswick (USA) London (UK) Transaction Publishers
- 2007 The Medicalization of Everyday Life: Selected Essays. SUP.

Nederlandse vertalingen:
- Szasz, Thomas S. De Waan van de Waanzin - de Psychiatrie als Voortzetting van de Inquisitie. Ambo 1972
- Szasz, Thomas S. Geestesziekte als mythe. Lemniscaat 1972 (1961)
- Szasz, Thomas S. Het Recht om Terecht te Staan. Rechtsbedeling door Psychiaters. Ambo 1971.
- Szasz, Thomas S. Ideologie en Waanzin. Wat wil de Psychiatrie Ambo 1972
- Szasz, Thomas S. Sex op Recept - de Verbluffende Waarheid over de Hedendaagse Sextherapie Infopers, 1982
- Szasz, THomas S. De tweede zonde - gedachten over huwelijk, seks, drugs, geestesziekte, psychiatrie. Ambo 1973

## Secundaire literatuur
- Mythe en macht - over de kritische psychiatrie van Thomas S. Szasz, Jan Pols, 1984
- The politics of mental illness - myth and power in the work of Thomas S. Szas Jan Pols m.m.v. Mira de Vries, 2005
- Burston, Daniel, 2003, "Szasz, Laing and Existential Psychotherapy." Existential-Humanist Institute.
- Powell, Jim, 2000. The Triumph of Liberty: A 2,000 Year History Told Through the Lives of Freedom's Greatest Champions. Free Press.
- Schaler, J. A., ed., 2004. Szasz Under Fire: The Psychiatric Abolitionist Faces His Critics. Chicago: Open Court Publishers.
- Vatz, R. E., and Weinberg, L. S., eds., 1983. Thomas Szasz: Primary Values and Major Contentions. Prometheus Books.